# Idaea subfasciata
Idaea subfasciata là một loài bướm đêm trong họ Geometridae.